# ألبرتو مارسون
ألبرتو مارسون (بالبرتغالية: Alberto Marson) مواليد 1923 ، هو لاعب كرة سلة برازيلي. مثل منتخب البرازيل لكرة السلة وشارك في الألعاب الأولمبية الصيفية 1948.

## الميداليات
| الميدالية | المسابقة                       |
| --------- | ------------------------------ |
| برونزية   | الألعاب الأولمبية الصيفية 1948 |

## روابط خارجية
- ألبرتو مارسون على موقع الاتحاد الدولي لكرة السلة (الإنجليزية)
- ألبرتو مارسون على موقع سبورتس رفرنس (الإنجليزية)
- ألبرتو مارسون على موقع اللجنة الأولمبية الدولية (الإنجليزية)
- ألبرتو مارسون على موقع أوليمبيديا (الإنجليزية)
- ألبرتو مارسون على موقع اللجنة الأولمبية البرازيلية (البرتغالية)